# Dauphinois (habitants)
Pour les articles homonymes, voir Dauphinois.
Les Dauphinois sont les habitants du Dauphiné, une ancienne province de France disparue en 1790 qui continue d'exister après cette date en tant qu'entité historique et culturelle. La population dauphinoise est de 2 377 842 habitants en 2013 et représente une part du peuple français.

## Ethnonymie
L'ethnonyme est mentionné en 1636 sous la forme daufinois et dérive de Dauphiné, qui est le nom d'une ancienne province, suivi du suffixe -ois.
Une étymologie attribue le titre de Dauphin à un dauphin qu'un des derniers comtes de Viennois avait sur l'armet de son casque et à cause duquel ses enfants prirent le nom de Dalphini, d'où le nom Dauphin appliqué par extension à la terre possédée, Dauphiné. Quelles que soient la véritable étymologie du mot Dauphiné et l'origine du titre, le fait est que ce fut le fils de Guy le Gras qui, vers l'an 1120, prit le titre de « Comte-Dauphiné » et fit graver un dauphin sur son cachet et sur ses armes.
Depuis 1790, les Dauphinois se distinguent en trois hyponymes : Drômois, Haut(s)-Alpins et Isérois.

## Anthropologie et ethnologie
Les Allobroges, Segovellaunes, Voconces et Tricastins habitaient jadis le Dauphiné, qui connut ensuite diverses invasions humaines (Romains, Wisigoths, Alains, Burgondes, Sarrasins). La population dauphinoise passe sous souveraineté française en 1349 dans le cadre du traité de Romans. Pierre Davity indique en 1616 qu'il y a une telle différence entre les Dauphinois et les Savoyards, qu'on peut les distinguer aisément de premier abord.
En 1835, d'après Abel Hugo, les Dauphinois ont généralement une imagination vive, une intelligence prompte, ainsi qu'un caractère ardent et irascible. On les accuse d'être fins et astucieux, sans doute parce-que, défiants avec les étrangers, ils craignent d'être pris pour dupes et tâchent toujours en affaires de mettre la balance des avantages de leur côté. Cependant ils ont réellement de la douceur et de la bonhomie. Ils sont tendres et affectueux dans leurs affections de famille, polis et affables dans les relations de société, ils pratiquent l'hospitalité avec prévenance et franchise. Peu ambitieux, modérés dans leurs désirs de fortune, ils poussent quelquefois très loin leurs habitudes d'économie, tout en aimant beaucoup les divertissements et les réunions consacrées au plaisir. La bonne opinion qu'ils ont d'eux-mêmes les fait paraître hardis et résolus. Ils sont, dans leurs entreprises, actifs, laborieux, patients et même opiniâtres ; aptes à toutes choses, propres au commerce, à l'industrie, à la culture des lettres et des arts ; ils réussissent plus particulièrement dans l'étude des sciences naturelles. Ils parlent avec facilité, avec netteté et sont souvent éloquents dans leurs gestes et dans leurs paroles. La fermeté de leur caractère se montre dans leurs affections ; ils sont également fidèles à leurs opinions politiques et à leurs amitiés privées.
En 1842, selon Georges d'Alcy, le Dauphinois n'est plus un type et peut-être bien qu'il n’en a jamais été un. En effet, selon les parties différentes du territoire où on l’examine, le Dauphinois présente une physionomie toute particulière et les excentricités les plus diverses, parfois même les plus opposées. Il se distingue moins par ce qu'il est, que par ce qu'il a pu être, car, ayant toujours été matériellement séparé des autres habitants de la France, ce n'est que depuis la Révolution de 1789 — à laquelle il a été le premier à concourir — qu'il a cessé d'être régi et administré par ses anciens privilèges. Il est en 1842 ce que le passé l'a fait ; c'est donc moins par l'histoire du présent que par celle du passé qu'on peut le connaître. Le Dauphinois, habitant des villes et villages de la plaine, est tout autre que celui de la montagne, et même, parmi ces derniers, pour la manière d’être, pour les mœurs et le caractère, il existe de notables différences selon les localités où on les observe.

### Drômois
Les habitants de la Drôme du XIXe siècle, dit M. Niel, sont d'une taille moyenne, mais avantageuse ; la couleur de leur visage est d'un brun clair, leur voix est douce, leur accent net, quoiqu'un peu traînant. Ils vivent longtemps et comptent parmi eux un grand nombre de vieillards qui ont atteint et dépassé l'âge de quatre-vingts ans. Ils ont en général la fibre sèche, raide et tendue, ainsi que le genre nerveux fort irritable ; un mélange de douceur et de vivacité, de franchise et de dissimulation, forme leur caractère. Ils sont « agiles, robustes, spirituels, sociables, bons soldats, bons citoyens, bons pères, bons fils, tendres époux et amis fidèles ». Bornant leur ambition à cette modeste aisance qui fait la richesse du sage, il est rare de les voir s'expatrier dans le dessein de rechercher les faveurs de la fortune ; aussi ne connaissent-ils ni l'opulence, ni l'extrême pauvreté.

### Hauts-Alpins
Vers 1835, selon Abel Hugo, les habitants des Hautes-Alpes sont bons, actifs et laborieux ; patients dans les travaux et durs à la fatigue. L'âpreté du climat les rend grossiers et rudes, néanmoins ils ont de l'intelligence, de l'esprit et le goût de l'étude ; leur vie sévère les dispose à la charité. Malgré leurs émigrations annuelles, ils ont pour leur région beaucoup d'attachement, ce qui leur rend le service militaire pénible. Leurs mœurs sont austères et pures, par exemple, une fille qui a fait une faute trouve difficilement à se marier. Autrefois l'inconduite était même totalement inconnue chez eux, mais les voyages multipliés ont fini par altérer cette sévérité primitive.
À cette époque, l'habitant des montagnes est adroit et prévoyant ; il entend bien ses intérêts, on l'accuse même d'être rusé et de pousser parfois l'économie jusqu'à l'avarice. Cependant il est compatissant pour les malheureux, charitable pour les pauvres et prévenant pour les étrangers, envers lesquels il exerce l'hospitalité aussi généreusement que sa position le lui permet. La sobriété lui est naturelle, sa nourriture est peu recherchée, mais on lui reproche d'être un peu porté à l'ivrognerie. Les montagnards des Alpes du XIXe siècle sont naturellement religieux, mais leur piété est mêlée d'un grand nombre de croyances superstitieuses : ils attribuent tous les phénomènes atmosphériques aux sorciers, croient aux lutins et aux farfadets et il n'y a pas encore si longtemps que, dans certaines communes, lorsque le temps était mauvais, on forçait le curé à l'exorciser. Depuis environ 1815, les mœurs ont beaucoup perdu de leur originalité ancienne, mais les habitants sont devenus plus sociables et plus policés ; l'instruction qu'ils reçoivent dès leur petite enfance, jointe à leur intelligence naturelle, les rend aptes à toutes les carrières.

## Costumes

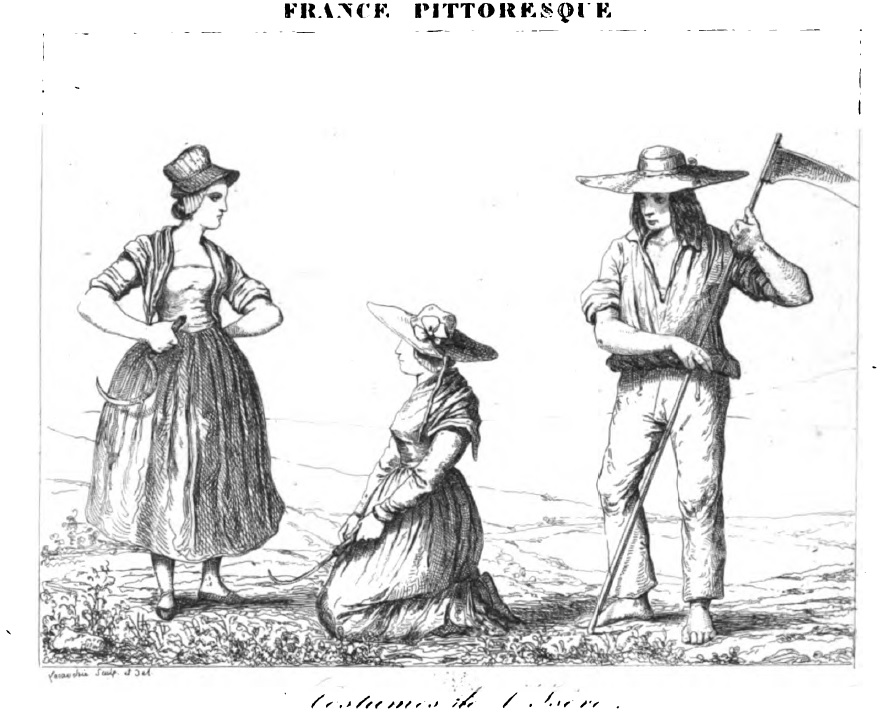
Costumes de l'Isère (1835).
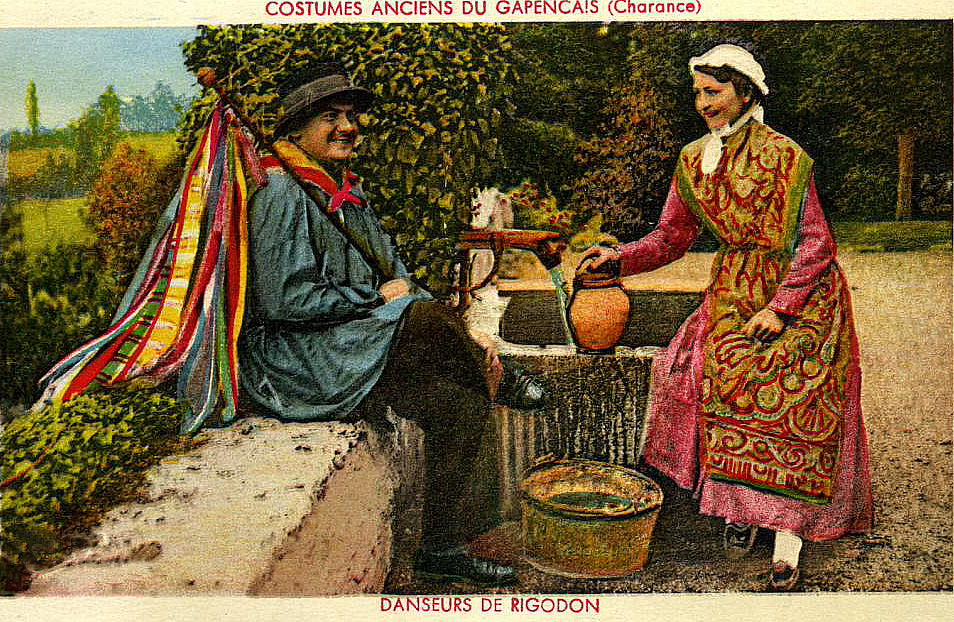
Costumes anciens du Gapençais. Danseurs de Rigodon.
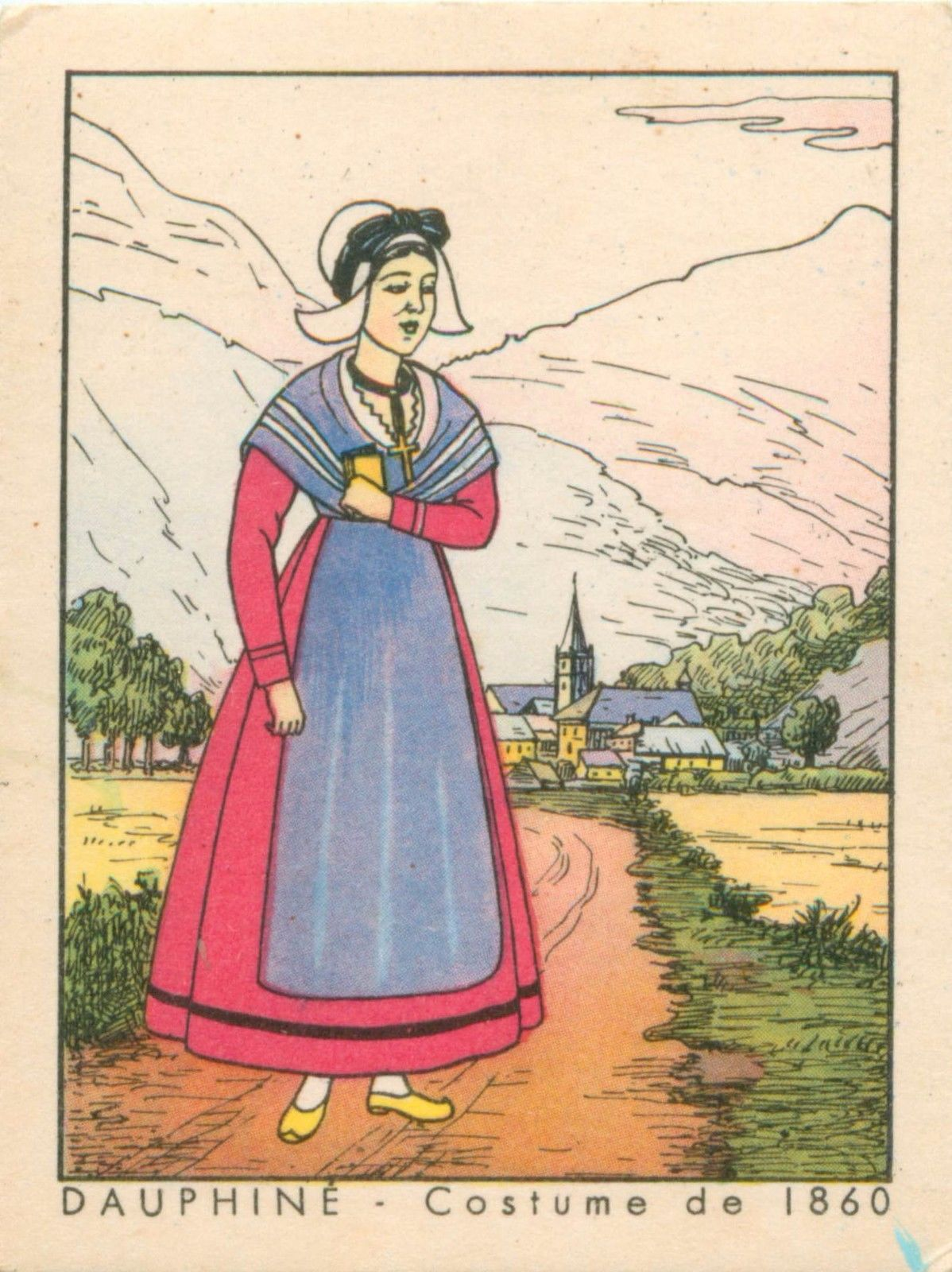
Costume féminin du Dauphiné (1860).

### Hautes-Alpes
Dans la première moitié du XIXe siècle, les costumes des Hautes-Alpes diffèrent peu de ceux des Basses-Alpes. Concernant les chaussures, celle d'hiver est en usage dans plusieurs localités ; à Briançon et partout où les glaces sont épaisses, les habitants portent des crampons fixés aux talons de leurs souliers. Quand la neige est abondante, on se sert, pour voyager dans les vallées et même pour traverser les rues de certaines villes, de raquettes pareilles à celles des Lapons. Ce sont de larges plateaux en bois de forme ovale et plus grands que le pied qui sont garnis de traverses en corde ou en osier sur la partie du dessus, traverses qui servent à les fixer au cou-de-pied, ils sont aussi garnis d'agrafes en fer qui s'accrochent au soulier et servent à le retenir.

## Migrations et diaspora
En 1932, il y a 13 400 Dauphinois à Paris. Ils ont aussi migré à Saint-Domingue, ainsi que dans les Antilles.

### Hauts-Alpins
Au XIXe siècle, la population active des Alpes françaises émigre en partie tous les ans et va chercher au dehors des moyens d'existence que le pays lui refuse. L'absence des émigrants dure environ sept mois, le départ a lieu dans les premiers jours d'octobre et le retour dans les premiers jours de juin, ils passent donc la mauvaise saison éloignés de leurs montagnes. Dans les Hautes-Alpes le nombre des émigrants est plus considérable que dans les Basses-Alpes et ils poussent leurs émigrations plus loin, environ 4 000 Hauts-Alpins s'expatrient périodiquement.
Ceux qui, dans les Hautes et Basses-Alpes, font les plus longs voyages, montrent la « lanterne magique », accompagnés ordinairement d'un enfant qui porte dans une caisse une marmotte vivante, dressée à danser au son de la vielle ; d'autres exercent des métiers variés : les uns se font « marchands colporteurs » et se forment une petite pacotille d'almanachs, d'aiguilles, de rubans, etc. ; les autres ramonent les cheminées, ou font le métier de commissionnaires et de décrotteurs. Dans le cours de leurs voyages, les habitants des Alpes françaises se montrent généralement intelligents, patients, laborieux, et économes ; ils vivent avec frugalité et sont d'une fidélité à toute épreuve. Il a été calculé qu'a son retour dans la région, chaque individu rapportait environ 200 francs de bénéfice. D'autre part, il est évalué à un cinquième le nombre des personnes qui se fixent hors de leur région, après l'avoir quittée annuellement pendant une période d'environ 10 ans. Un sentiment religieux, dit M. Ladoucette, attachait les émigrants à la maison de leurs pères, la Révolution y a porté atteinte. La crainte de la conscription a engagé plusieurs familles à dépayser de bonne heure leurs enfants.